# Raoul de Créquy
Pour les articles homonymes, voir Famille de Créquy et Créquy (homonymie).
Raoul III de Créquy est un Chevalier français († 1181) qui prit la croix aux côtés de Louis VII au cours de la deuxième croisade (1146-1147). Laissé pour mort sur le champ de bataille de Laodicée il est fait prisonnier puis revient en Artois. Son histoire est relatée dans un récit connue sous le nom de La Romance du sire de Créqui.

## RaoulIVde Créquyl'Étendard
Raoul IV de Créquy est un chevalier français de la famille de Créquy surnommé l'Étendard comme son trisaïeul pour avoir conquis quelques drapeaux sur les Anglais
Le roi le mande en 1415 de venir avec toute sa puissance contre les Anglais déjà maîtres d'Harfleur. Il est tué lors de la bataille d'Azincourt le 25 octobre 1415.